# Dianthidium macrurum
Dianthidium macrurum là một loài Hymenoptera trong họ Megachilidae. Loài này được Cockerell mô tả khoa học năm 1913.